# Actinopterygii

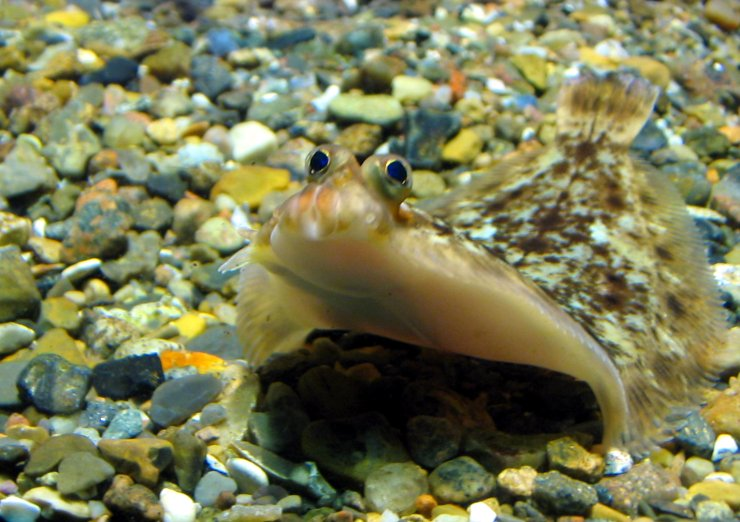
Un pez plano perteneciente al orden Pleuronectiformes.

Los actinopterigios (Actinopterygii, del griego ακτινος aktinοs, «radial» y πτερυγιον pterygion, «ala») son una clase de peces óseos (Osteichthyes). Son el grupo dominante de los vertebrados, con más de veintisiete mil especies actuales y han desarrollado estrategias adaptativas que les han permitido colonizar toda clase de ambientes acuáticos, tanto marinos como de agua dulce y salobres. Las especies más conocidas de peces pertenecen a este grupo: truchas, salmones, sardinas, lucios, percas, arenques, atunes, cíclidos, peces planos, carpas, anguilas, etc.
La gran mayoría de los actinopterigios son teleósteos. Por número de especies, dominan el subfilo Vertebrata, y constituyen casi el 99% de las más de treinta mil especies existentes de peces. Son los animales nectónicos acuáticos más abundantes y están presentes en todas partes. Animales acuáticos y son omnipresentes en todos los ambientes de agua dulce y marinos, desde las profundidades marinas hasta aguas subterráneas y los arroyos de montañas más elevados. Las especies existentes pueden variar en tamaño desde el Paedocypris, con 8 mm; hasta el enorme pez luna, con 2300 kg; y el gigante pez remo, con 11 m. Se calcula que el pez con aletas de raya más grande conocido hasta ahora, el extinto Leedsichthys del Jurásico, alcanzó los 16,5 m.

## Morfología

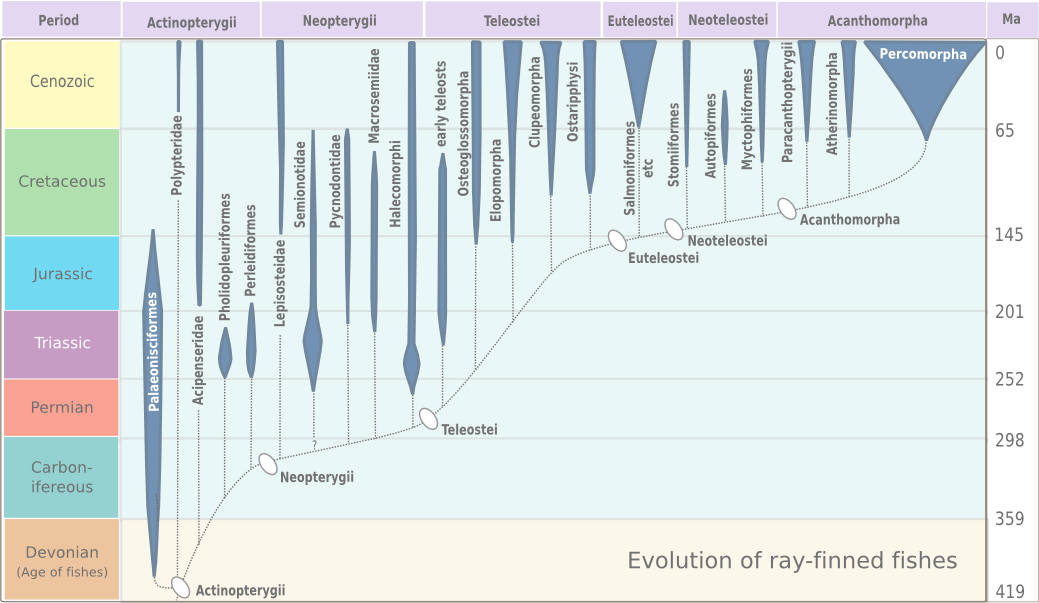
Evolución de los actinopterigios

Los actinopterigios presentan muchas variantes. En el diagrama adyacente se muestran las principales características de los actinopterigios.

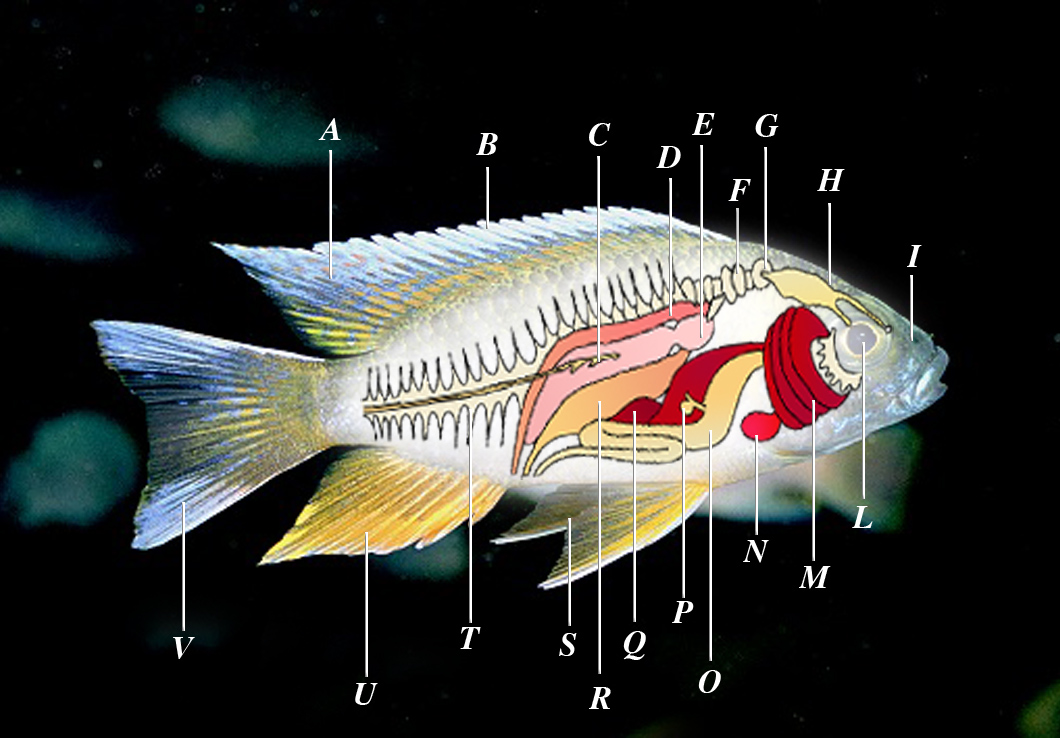
Anatomía de un pez actinopterigio típico
A: aleta dorsal, B: aletas rayo, C: línea lateral, D: riñón, E: vejiga natatoria, F: aparato weberiano, G: oido interno, H: cerebro, I: nostrils, L: eye, M: branquias, N: corazón, O: estómago, P: vesícula biliar, Q: bazo, R: órganos sexuales internos (ovarios o testículos), S: aletas ventrales, T: espinazo, U: aleta anal, V: cola (aleta caudal). Posibles otras partes no mostradas: barbos, aleta adiposa, genitales externos (gonopodio)

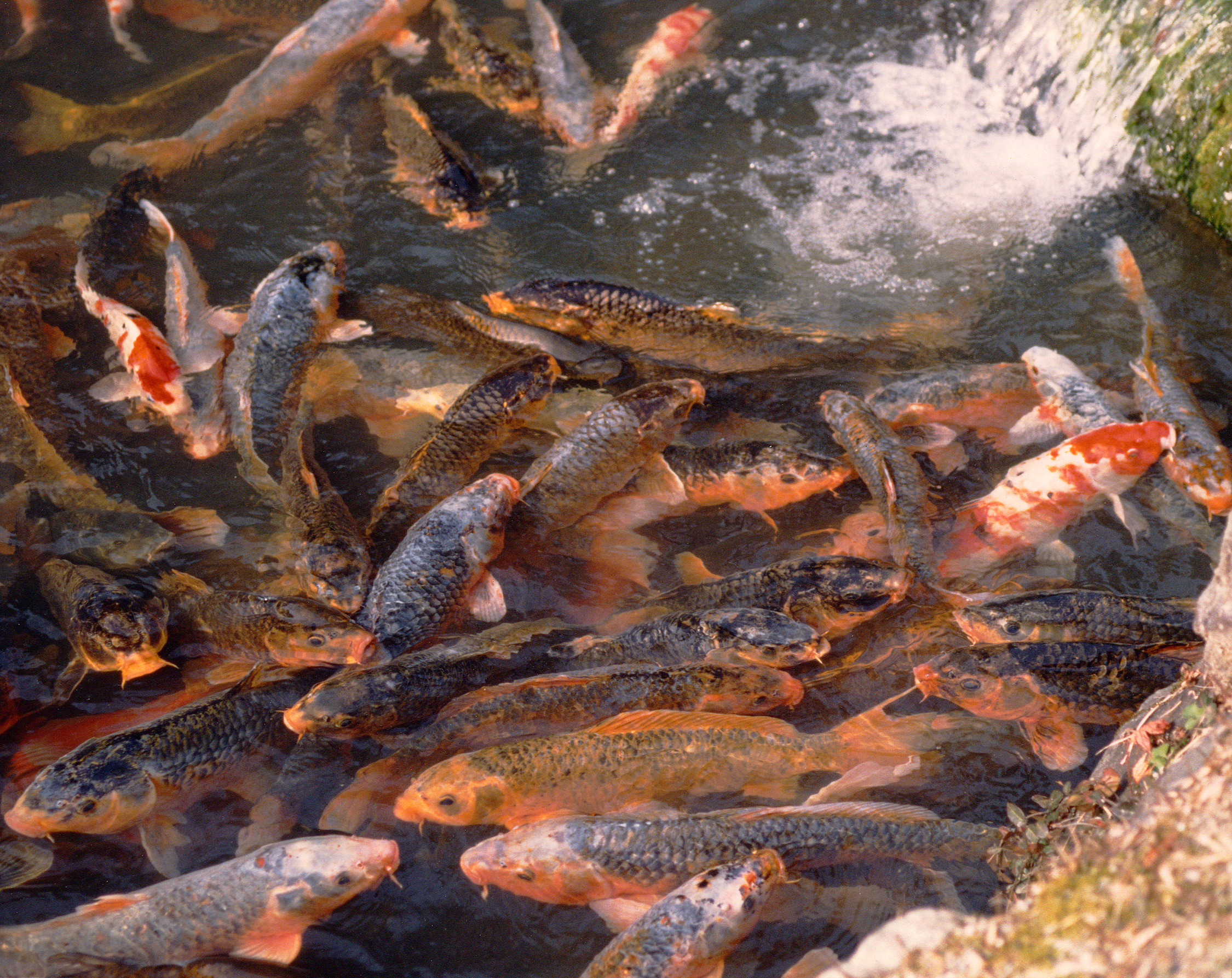
Grupo de carpas koi en un estanque, cipriniformes del superorden Ostariophysi.

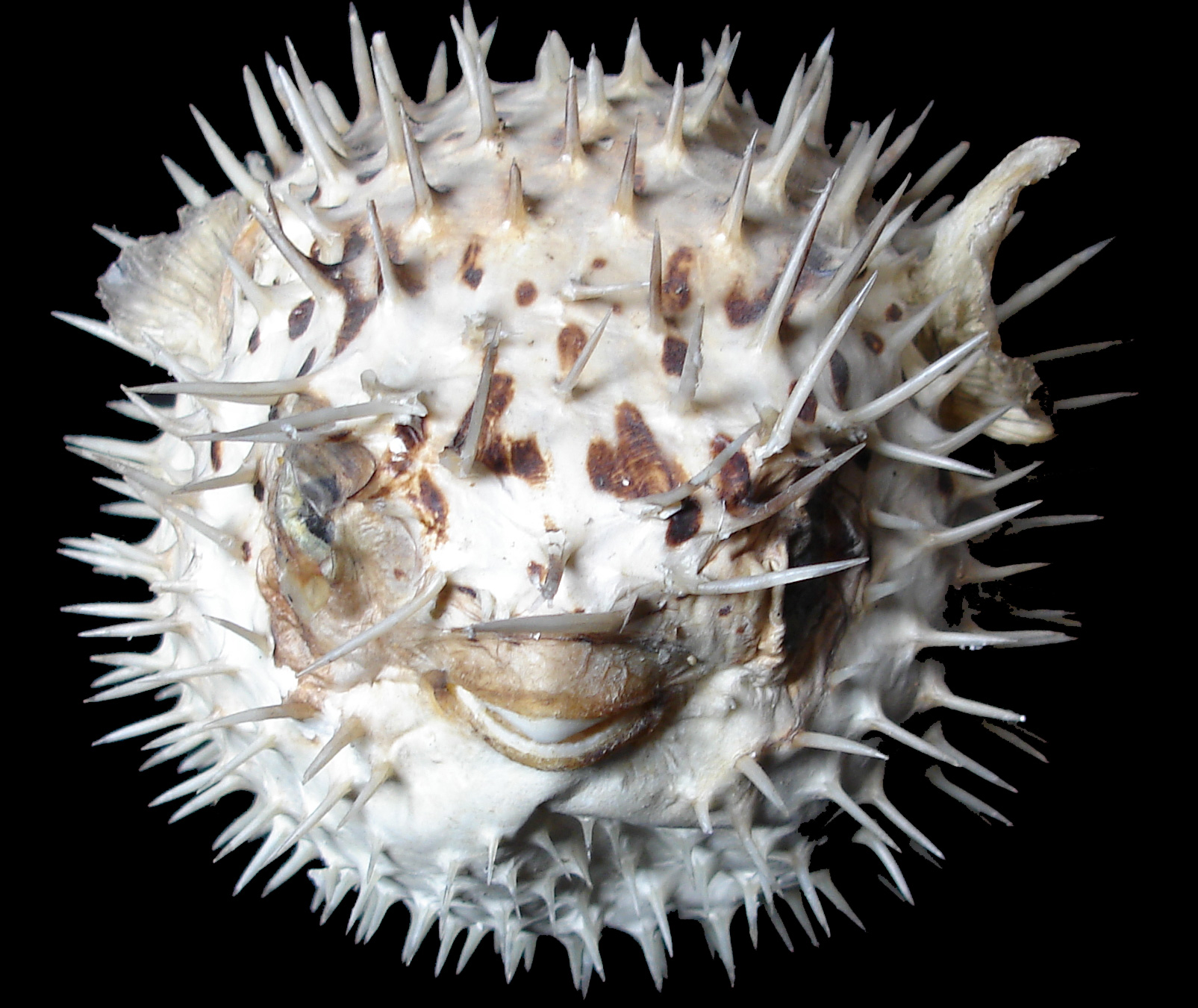
Un pez globo del orden Tetraodontiformes.

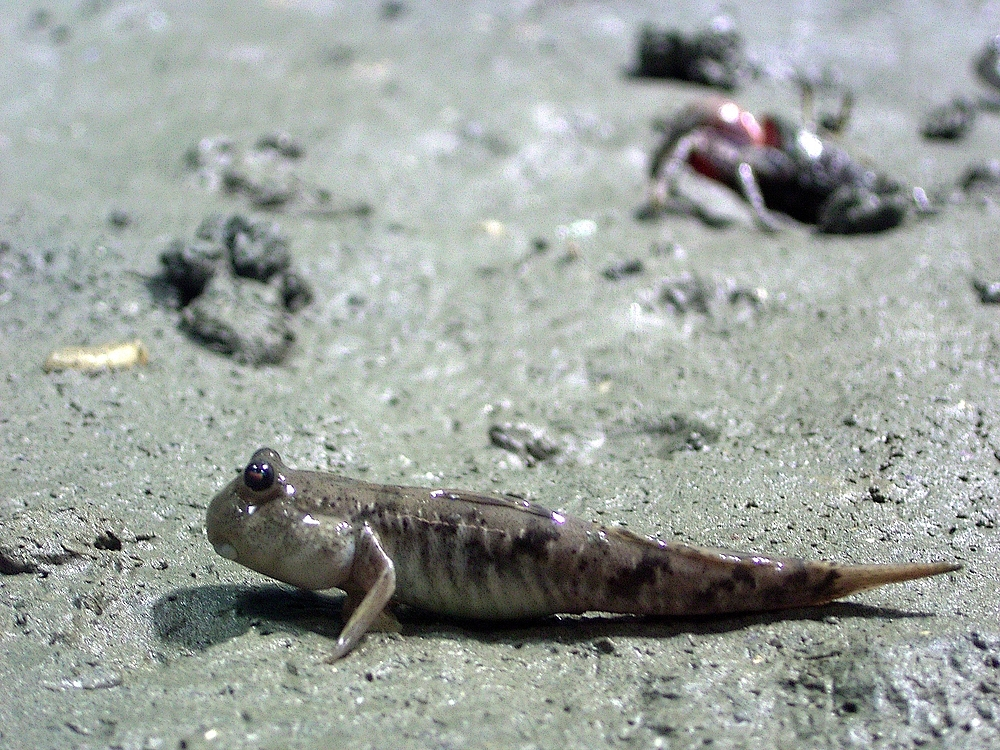
Un saltarín del fango descansando fuera del agua, un perciforme de la familia Gobiidae.

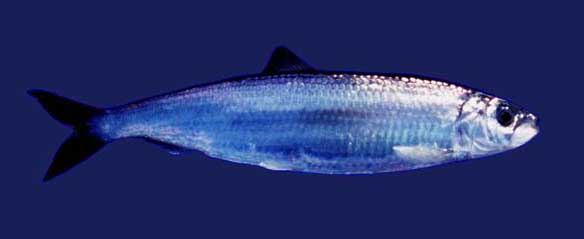
Arenque atlántico (Clupea harengus), un clupeiforme.

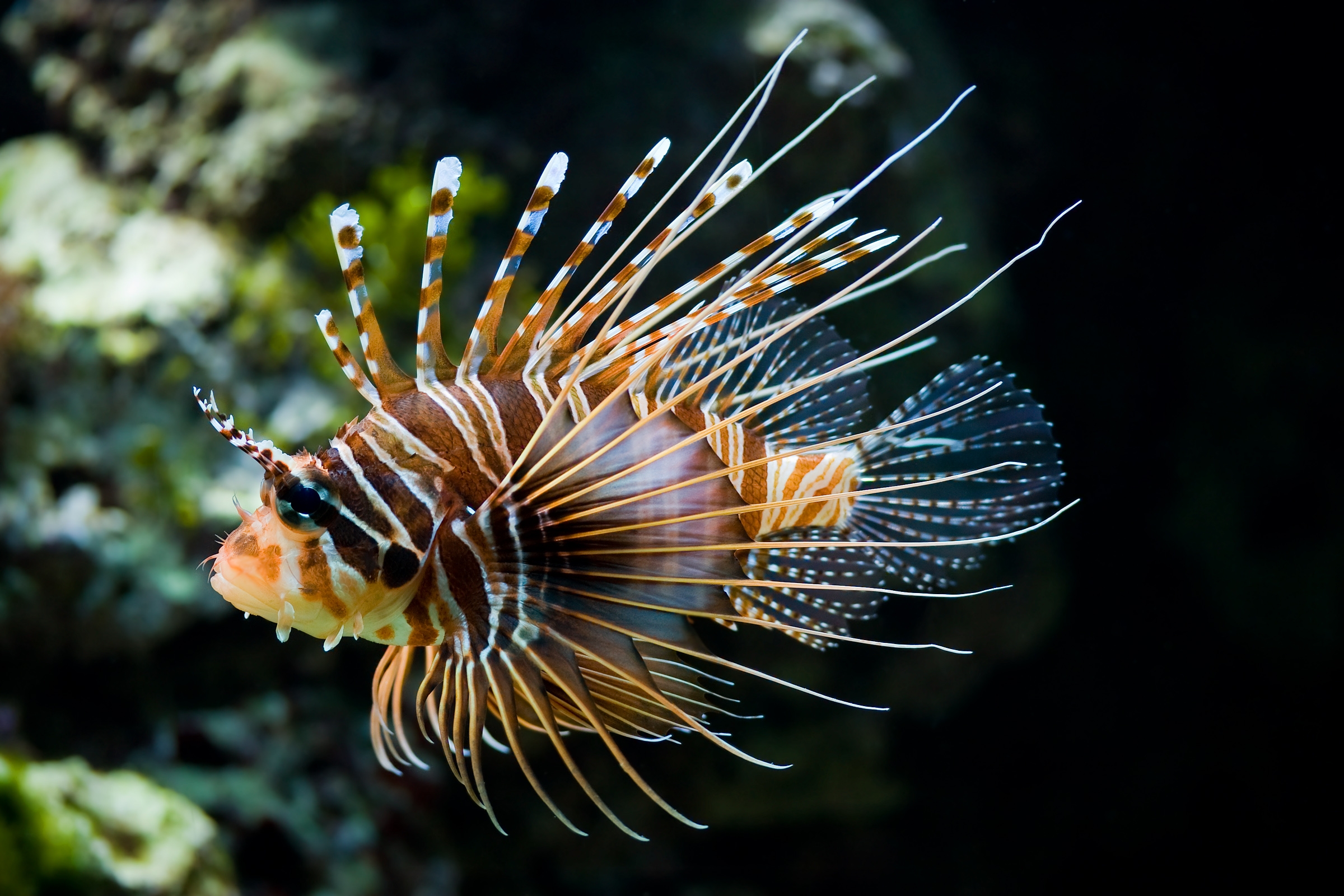
Pez león (Pterois antennata), un escorpeniforme.

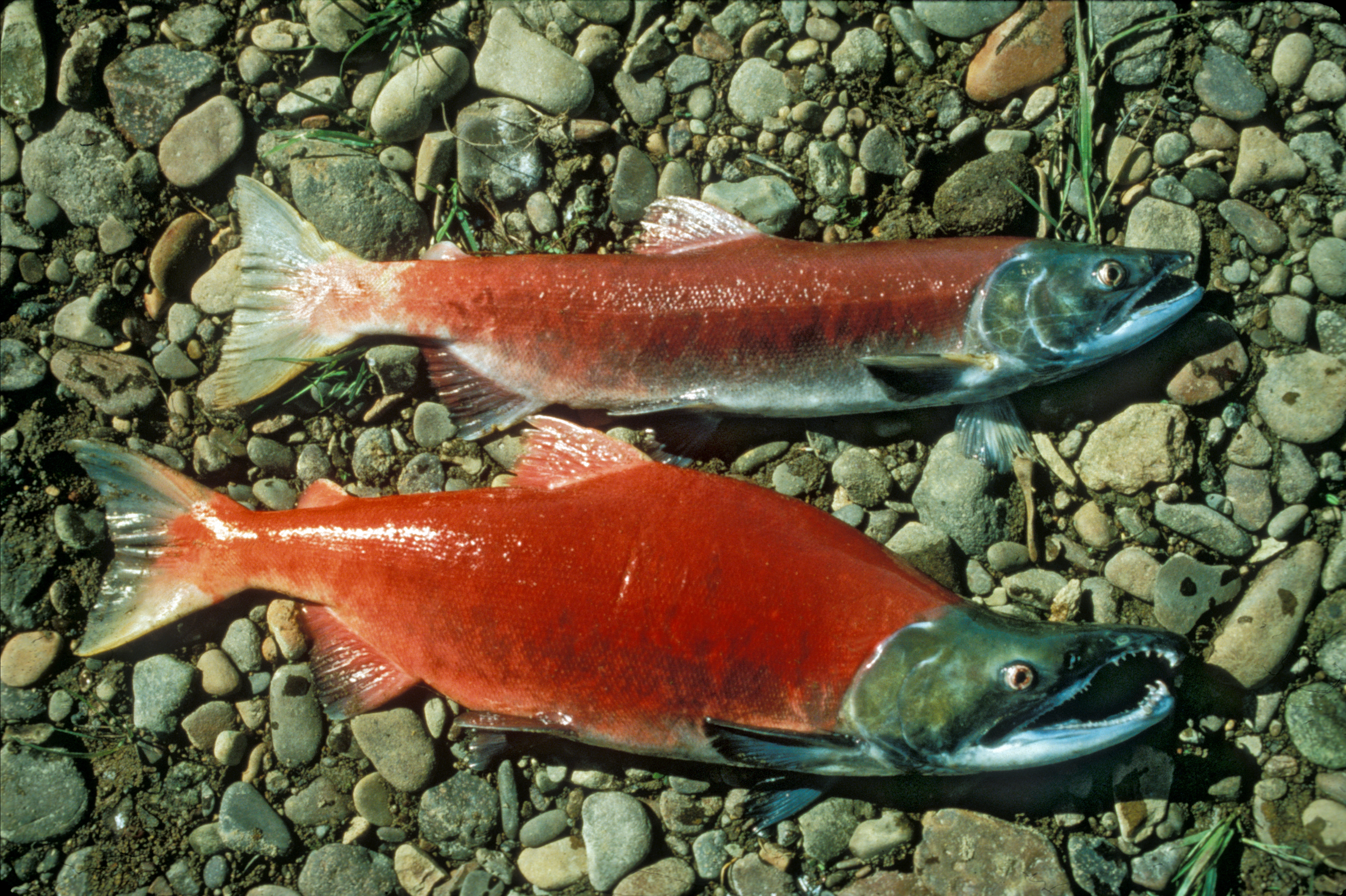
Salmón rojo (Oncorhynchus nerka), un salmoniforme.

La característica principal de los actinopterigios es la posesión de un esqueleto de espinas óseas en sus aletas. De hecho, el término Actinopterygii significa "aletas radiadas". Tienen el cráneo cartilaginoso (en parte calcificado) recubierto por huesos dérmicos, y un solo par de aberturas branquiales cubiertas por un opérculo. También se caracterizan por presentar escamas ganoideas (carácter autapomórfico, es decir, exclusivo del grupo) que presentan ganoína, tejido óseo esponjoso y tejido óseo laminar. En los peces actuales la escama ganoidea se reduce (leptoidea) presentándose dos tipos: cicloideas y ctenoideas, en las cuales sólo se presentan tejido óseo laminar, sin ganoína ni esponjoso.
La vejiga natatoria es una estructura más derivada y se utiliza para la flotabilidad. A excepción de los bichires que, al igual que los pulmones de los peces de aletas lobuladas han conservado la condición ancestral de brotación ventral del intestino anterior, la vejiga natatoria de los peces de aletas rayadas deriva de una yema dorsal por encima del intestino anterior. En las formas primitivas, la vejiga natatoria aún podía utilizarse para respirar, un rasgo todavía presente en Holostei (Amia calva y Lepisosteiformes). En algunos peces como el arapaima, la vejiga natatoria se ha modificado para volver a respirar aire, y en otros linajes se ha perdido por completo.
Los peces de aletas rayadas tienen muchos tipos diferentes de escamas; pero todos los teleósteos tienen escamas leptoideas. La parte externa de estas escamas se abre en abanico con crestas óseas, mientras que la parte interna está atravesada por tejido conectivo fibroso. Las escamas leptoideas son más finas y transparentes que otros tipos de escamas, y carecen de las capas endurecidas parecidas al esmalte a la dentina que se encuentran en las escamas de muchos otros peces. A diferencia de las escamas ganoides, que se encuentran en los actinopterigios no teleósteos, se añaden nuevas escamas en capas concéntricas a medida que el pez crece.
Los teleósteos y los condrosteos (esturiones y peces espátula) también se diferencian de los bícuros y los holósteos en que han pasado por una duplicación del genoma completo (paleopoliploidía). Se estima que la WGD ocurrió hace unos 320 millones de años en los teleósteos, que en promedio han conservado alrededor del 17% de los genes duplicados, y hace unos 180 (124-225) millones de años en los condrosteanos. Desde entonces ha vuelto a ocurrir en algunos linajes de teleósteos, como los salmónidos (hace 80-100 millones de años) y varias veces de forma independiente dentro de los ciprínidos (en peces de colores y carpas comunes hace tan sólo 14 millones de años).

## Reproducción

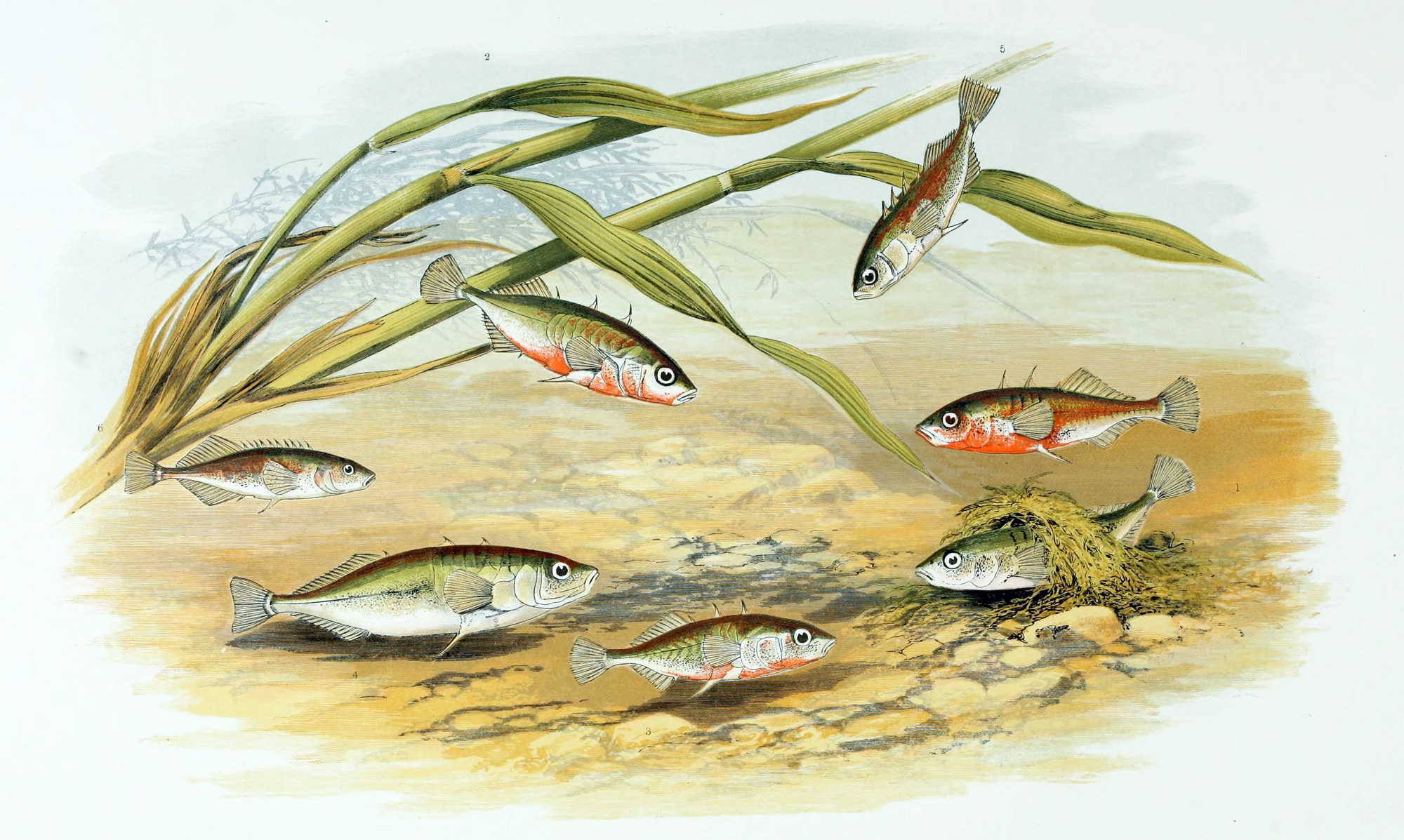
Los machos del Gasterosteus aculeatus construyen nidos y compiten por atraer a las hembras para que pongan huevos en ellos. A continuación, los machos defienden y abanican los huevos. Ilustración de Alexander Francis Lydon, 1879.

En casi todos los peces de aletas rayadas, los sexos están separados y, en la mayoría de las especies, las hembras desovan huevos que son fecundados externamente, normalmente con el macho inseminando los huevos después de su puesta. El desarrollo posterior se produce en un estado de larva capaz de nadar. Sin embargo, existen otros patrones de ontogenia, siendo uno de los más comunes el hermafroditismo secuencial. En la mayoría de los casos se trata de protoginia, es decir, peces que comienzan su vida como hembras y se convierten en machos en algún momento, provocado por algún factor interno o externo. La protandria, en la que un pez se convierte de macho a hembra, es mucho menos común que la protoginia.
La mayoría de las familias utilizan la fertilización externa en lugar de la interna. De los teleósteos ovíparos, la mayoría (79%) no proporcionan cuidado parental. La viviparidad, ovoviviparidad o alguna forma de cuidado parental de los huevos, ya sea por parte del macho, de la hembra o de ambos progenitores, se observa en una fracción significativa (21%) de las 422 familias de teleósteos; es probable que la ausencia de cuidado sea la condición ancestral. El caso más antiguo de viviparidad en peces con aletas de raya se encuentra en especies del Triásico Medio del género extinto Saurichthys. La viviparidad es relativamente rara y se encuentra en alrededor del 6% de las especies de teleósteos vivientes; el cuidado masculino es mucho más común que el femenino. La territorialidad masculina "preadapta" a una especie para el desarrollo del cuidado parental masculino.
Existen algunos ejemplos de peces que se autofecundan. El rivulín de manglar (Kryptolebias marmoratus) es un anfibio hermafrodita simultáneo, que produce tanto huevos como huevas y tiene fecundación interna. Este modo de reproducción puede estar relacionado con el hábito del pez de pasar largos periodos fuera del agua en los manglares que habita. Los machos se producen ocasionalmente a temperaturas inferiores a 19 °C (66 °F) y pueden fecundar huevos que luego son desovados por la hembra. Esto mantiene la variabilidad genética en una especie que, por lo demás, es muy endogámica.

## Taxonomía
La taxonomía es compleja para un grupo con tantas especies y diversidad. En la mayoría de las clasificaciones taxonómicas se han reconocido tres subdivisiones de la clase Actinopterygii: Chondrostei, Holostei y Teleostei. Actualmente se han reagrupado en tres, pues los holósteos son un grupo parafilético, por lo que tiende a ser abandonada por los sistemas taxonómicos modernos basados en la cladística, que sólo admite grupos monofiléticos.
Actualmente se aceptan tres subclases dentro de los actinopterigios:
- Los condrósteos, restringida a formas bastante primitivas y cercanas a los miembros extintos de Chondrostei. Pertenecen a esta subclase los esturiones y los peces espátula.
- Los cladistios, un grupo primitivo y divergente que posee pocas especies actuales. Pertenecen a esta subclase los bichires.
- Los neopterigios, un grupo más moderno, que incluye a la gran mayoría de las especies actuales dentro del grupo de los teleósteos.

Tradicionalmente, los actinopterigios se agrupaban junto con los sarcopterigios en clado Osteíctios, pero tal agrupación es parafilética y tiende a ser abandonada.

### Clasificación taxonómica
A continuación se incluye un listado de los grupos hasta el nivel de órdenes, tabulados de la forma que aparenta coincidir con la secuencia evolutiva hasta el nivel de superorden. La lista está recopilada de FishBase con anotaciones en las divergencias respecto a Fishes of the World y ITIS-Acinopterygii.

#### SubclaseChondrostei
- Orden Acipenseriformes
- Orden Chondrosteiformes

Subclase Cladistia
- Orden Polypteriformes
- Orden Scanilepiformes

#### SubclaseNeopterygii
Infraclase Holostei
- Orden Amiiformes
- Orden Lonoscopiformes
- Orden Lepisosteiformes

Infraclase Teleostei
- Superorden Acanthopterygii
  - Orden Atheriniformes
  - Orden Beloniformes
  - Orden Beryciformes
  - Orden Cetomimiformes
  - Orden Cyprinodontiformes
  - Orden Gasterosteiformes
  - Orden Mugiliformes
  - Orden Perciformes
  - Orden Pleuronectiformes
  - Orden Scorpaeniformes
  - Orden Stephanoberyciformes
  - Orden Synbranchiformes
  - Orden Syngnathiformes[25]
  - Orden Tetraodontiformes
  - Orden Zeiformes

- Superorden Clupeomorpha
  - Orden Clupeiformes

- Superorden Cyclosquamata
  - Orden Aulopiformes

- Superorden Elopomorpha
  - Orden Albuliformes
  - Orden Anguilliformes
  - Orden Elopiformes
  - Orden Notacanthiformes
  - Orden Saccopharyngiformes

- Superorden Lampridiomorpha
  - Orden Lampridiformes

- Superorden Ostariophysi
  - Orden Characiformes
  - Orden Cypriniformes
  - Orden Gonorynchiformes
  - Orden Gymnotiformes
  - Orden Siluriformes

- Superorden Osteoglossomorpha
  - Orden Hiodontiformes
  - Orden Osteoglossiformes

- Superorden Paracanthopterygii
  - Orden Batrachoidiformes
  - Orden Gadiformes
  - Orden Lophiiformes
  - Orden Ophidiiformes
  - Orden Percopsiformes

- Superorden Polymyxiomorpha
  - Orden Polymixiiformes

- Superorden Protacanthopterygii
  - Orden Esociformes
  - Orden Osmeriformes
  - Orden Salmoniformes

- Superorden Scopelomorpha
  - Orden Myctophiformes

- Superorden Stenopterygii
  - Orden Ateleopodiformes
  - Orden Stomiiformes